# لوت أبو حسن
لوت أبو حسن هو لاعب كرة قدم ماليزي في مركز الوسط، ولد في 23 يوليو 1984 في سلاغور في ماليزيا. لعب مع فيلدا يونايتد.

## وصلات خارجية
- لوت أبو حسن على موقع قاعدة بيانات كرة القدم.إي يو (الإنجليزية)
- لوت أبو حسن على موقع Soccerway.com (الإنجليزية)